# 아나 카리나
아나 카리나(덴마크어: Anna Karina, 1940년 9월 22일 ~ 2019년 12월 14일)는 덴마크, 프랑스의 배우, 영화 감독, 극작가로, 주로 프랑스에서 활동을 했다. 영화 감독 장뤼크 고다르의 첫 번째 배우자이자, 1960년대 고다르의 뮤즈로서 활동해 세계적으로 이름을 알렸다. 대표작은 《작은 병정》, 《여자는 여자다》, 《자기만의 인생》, 《국외자들》, 《알파빌》, 《미치광이 삐에로》이다. 특히, 《여자는 여자다》를 통해서는 베를린 영화제에서 은곰상 여자배우상을 수상하기도 했다. 이러한 이유로 단순히 고다르의 뮤즈를 넘어, 누벨바그를 상징하는 인물 중 한 명으로도 여겨진다.

## 작품 목록

### 감독
- 1973: 리빙 투게더 (Vivre ensemble)
- 2008: 빅토리아

### 배우
- 1961: 여자는 여자다
- 1962: 5시부터 7시까지의 클레오 (영화 내 단편영화)
- 1962: 자기만의 인생
- 1963: 작은 병정
- 1964: 국외자들
- 1964: 라 론데
- 1965: 트리바도의 도둑
- 1965: 알파빌 - 나타차 폰 브라운 역
- 1965: 미치광이 삐에로
- 1966: 더 넌
- 1966: 아메리카의 퇴조
- 1967: 세상에서 가장 오래된 직업 (Le Plus Vieux Métier du monde)
- 1967: Tendres requins
- 1967: Lamiel
- 1967: 이방인
- 1968: 래프터 인 더 다크
- 1969: Michael Kohlhaas – der Rebell
- 1971: 카를로스
- 1972: 짤즈버그 커넥션
- 1974: 브래드 앤드 초콜릿
- 1976: 중국식 룰렛
- 2003: 나 세자르, 10살 반, 1미터 39